# Междуречье (станция, Черняховский район)
Междуречье — посёлок при станции в Черняховском районе Калининградской области. До 2015 года входил в состав Свободненского сельского поселения.

## География
Пристанционный посёлок Междуречье расположен на перегоне Калининград—Чернышевское, в 71 км к востоку от областного центра, города Калининграда и в 18 км к западу от районного центра, города Черняховска. От одноимённого посёлка в 2 км к северо-западу отделён застройкой посёлка Привалово.

## История
В 1946 году станция Норкиттен получила современное название — Междуречье.

## Население
| 2002 | 2010 |
| ---- | ---- |
| 48   | ↗53  |